# Захарія бен Аарон га-Коген
Захарія бен Аарон га-Коген — єврейський книжник, відомий своїми перекладами праць з астрономії та філософії.
Походив, імовірно, з Візантії, куди його пращури переселилися з Провансу.
Після падіння Константинополя (1453) перебрався до Києва. Працював при дворі князя Семена Олельковича, можливо був його радником чи лікарем та водночас активним учасником київського «перекладацького гуртка».
Захарією були перекладені, зокрема, «Логіка» Мойсея Маймоніда (доповнена фрагментами з аль-Газалі), «Шестекрил» («Шеш кенафаїм») Іммануїла бен Якоба Бонфілса та «Аристотелева брама».
Захарія належав до раціоналістичного кола у філософії і вважають продовжувачем єврейської провансальської або ж сефардської наукової традиції.
Перебував у Києві щонайменше до 1468 року. Припускають, що в 1470 році у почті князя Михайла Олельковича Захарія відвідав Новгород.
Не пізніше 1485 року опинився у Дамаску, де працював над трактатом Ібн Рушда. Здійснив подорож до Єрусалима.
За однією з версій оселився у Криму.